# I Know Where I'm Going!
I Know Where I'm Going! é um romance britânico de 1945 estrelado por Wendy Hiller e Roger Livesey, dirigido por Michael Powell e Emeric Pressburger.
O filme faz parte da lista dos 1000 melhores filmes de todos os tempos do The New York Times.
Foi filmado na Ilha de Mull, Escócia.